# Accord de libre-échange entre la Corée du Sud et le Pérou

Carte montrant les pays que concerne l'accord de libre-échange

L'accord de libre-échangeentre la Corée du Sud et le Pérou est un accord de libre-échange signé le 21 mars 2011 entre la Corée du Sud et le Pérou. Il entre en application le 1er aout 2011. Les premières discussions autour de cet accord ont démarré en 2005.